# Yellowtail-Talsperre
Die Yellowtail-Talsperre (Yellowtail Dam) wurde zwischen 1961 und 1966 vom Bureau of Reclamation in Montana (USA) gebaut. Sie liegt bei Fort Smith und 72 km südwestlich von Hardin im Big Horn County. Die Talsperre ist nach Robert Yellowtail, einem berühmten Häuptling der Crow-Indianer, benannt.

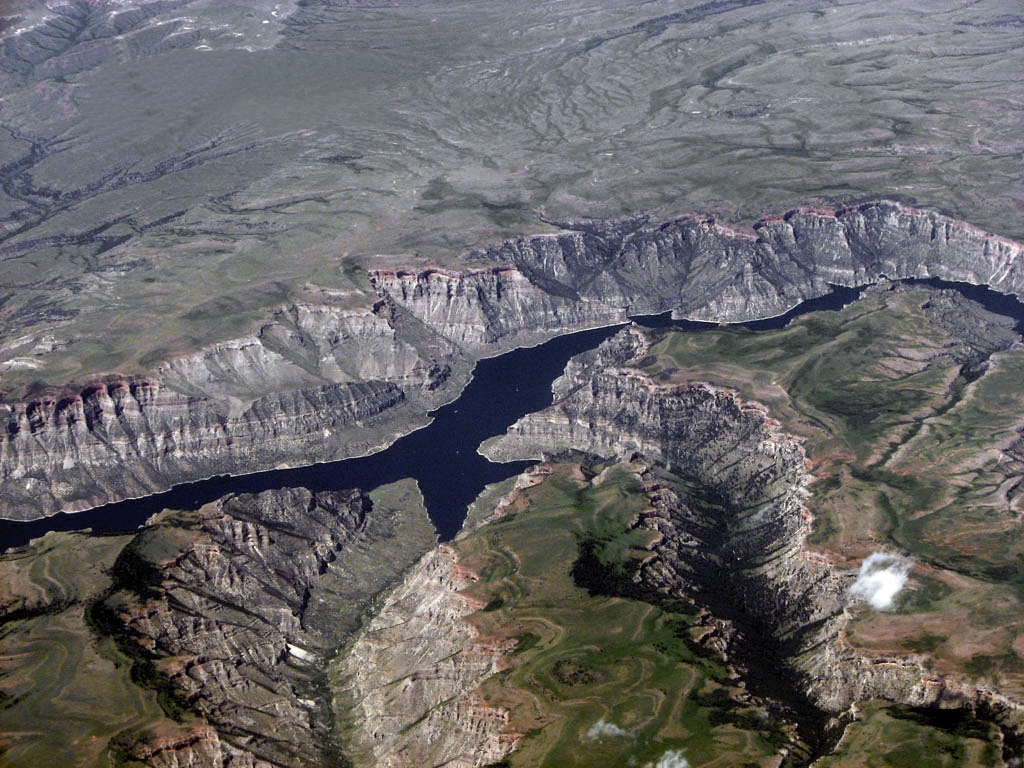
Ein Teil des Bighorn-Stausees

Die Talsperre, mit ihrer Bogenstaumauer eine der höchsten im Flussgebiet des Missouri River, staut den Bighorn River zum Bighorn Lake auf, einem der größten Stauseen im Missouri-Gebiet. Er ist die Hauptattraktion der Bighorn Canyon National Recreation Area, die unter der Verwaltung des National Park Service steht. Seine Uferlinie ist mehr als 300 km lang.
Die Talsperre dient als Wasserspeicher, dem Hochwasserschutz, der Wasserkrafterzeugung, der Bewässerung, der Wasserversorgung für die Industrie, der Fischerei, der Sedimentkontrolle und der Erholung.
Das Projekt wurde im Flood Control Act vom 22. Dezember 1944 beschlossen.